# Весёлая (Тернопольская область)
Весёлая (укр. Весела) — село в Кременецкой городской общине Кременецкого района Тернопольской области Украины.
Код КОАТУУ — 6123485902. Население по переписи 2001 года составляло 254 человека.

## Географическое положение
Село Весёлая находится на расстоянии в 1 км от сёл Затишье и Старый Тараж.

## История
- 1649 год — дата основания.[источник не указан 1565 дней]
- 2001 год — к селу Весела присоединены хутора Грищуки и Сторожинци.[источник не указан 1565 дней]